# Дворец губернатора (Витебск)
Дворец губернатора — исторический памятник XVIII—XIX веков, одна из ярких достопримечательностей Витебска, Белоруссия. Дворец располагается в центре города на высоком левом берегу Западной Двины, по адресу Советская улица, дом 18.

## История
Двухэтажное здание было построено в 1772 году как особняк шляхетской семьи Кудиновичей. Позже здесь располагалось витебское дворянское собрание. В 1806 году здание стало резиденцией Белорусского военного губернатора. В этом качестве оно было реконструировано губернским архитектором Фёдором Санковским, надстроившим третий этаж и пристроившим к дворцу южное крыло. С 1811 по 1821 год здесь в должности военного губернатора жил Александр Вюртембергский, дядя императора Всероссийского Александра I.
С 16 июля по 1 августа 1812 года во дворце в ходе русской кампании остановился Наполеон Бонапарт. По его распоряжению перед дворцом снесли несколько деревянных зданий и недостроенную Спасо-Преображенскую церковь, то есть именно Наполеона можно считать создателем площади, через сто лет ставшей сквером Героев 1812 года. Обосновавшись в Витебске, Наполеон решил было приостановить наступление на Москву, переждать зиму и дать войскам отдых; однако после всё же отказался от этого замысла и продолжил путь в сторону Смоленска. К столетию этих событий по проекту архитектора Ивана Фомина на площади перед губернаторским дворцом был сооружён памятник героям 1812 года.
С 3 июня 1831 года в губернаторском дворце разместился приехавший в Витебск великий князь Константин Павлович, брат императора Николая I, и здесь же 15 июня он умер от холеры, свирепствовавшей в ту пору по всей России. В 1853—1854 годах, будучи витебским вице-губернатором, в помещениях дворца проживал основоположник русского исторического романа Иван Лажечников. В 1898 году по приглашению губернатора В. А. Левашова здесь на несколько месяцев остановился художник Юдель Пэн, открывший в Витебске частную Школу рисования и живописи.
В 1917 году после установления в Витебске советской власти во дворец въехал комитет витебской организации РСДРП, а в январе 1918 года в здании разместился витебский губернский исполком. В 1919 году здесь выступал председатель ВЦИК Михаил Калинин. В период между войнами дворец занимали различные советские учреждения — отдел народного образования, статистическое бюро, органы милиции. Дворец сильно пострадал под обстрелами Второй мировой войны, утратив все интерьеры; фактически от здания остались только стены. После восстановления в нём разместилось витебское областное управление КГБ СССР.
Лишь в 2023 году было принято решение о культурном использовании дворца, и он был передан в управление Витебскому краеведческому музею. Здесь планируется разместить художественную галерею и выставочный зал, а во внутреннем дворе проводить концерты камерной музыки и творческие вечера под открытым небом. Однако здание находится в запущенном состоянии, требуя капитальной реставрации.

## Архитектура
Дворец губернатора в Витебске состоит из двух частей, ориентированных перпендикулярно. Северное, более старое, трёхэтажное крыло, прямоугольное в плане, построено в 1772 году. Главный фасад, выходящий на сквер Героев войны 1812 года, оформлен центральным ризалитом с рустованными углами и снабжён четырьмя полуколоннами дорического ордера, поддерживающими балкон. Он завершается сильно выступающим карнизом и аттиком, подобные детали повторяются и на боковых фасадах. Боковой фасад северной части, обращённый к реке, украшен портиком с четырьмя колоннами, по форме повторяющими декор главного фасада.
Южное двухэтажное крыло, пристроенное к 1811 году в том же стиле, имеет П-образную форму, создавая почти замкнутый внутренний двор. Со стороны реки оно также украшено четырёхколонным портиком, на этот раз под треугольным фронтоном.

## Историческая планировка
Во времена Российской империи на первом этаже главного корпуса располагался парадный вестибюль с лестницей, ведущей на второй этаж, к приёмной, гостиной и кабинету губернатора. Жилые помещения губернатора и его семьи находились на третьем этаже. Домовая церковь была размещена в торце главного корпуса. Южное крыло занимала канцелярия губернатора и административные службы, а на втором этаже помещалась также столовая, одновременно служившая залом для приёмов, где давались театральные и концертные представления. Планировка здания неоднократно менялась, до нашего времени исторические помещения не дошли. Сохранилась лишь центральная лестница и своды подвальных помещений.